# Christine Mustin-Mayer
Christine Mustin-Mayer (ur. 22 grudnia 1948 w Munster) – francuska polityk, prawniczka i samorządowiec, posłanka do Parlamentu Europejskiego IV kadencji.

## Życiorys
Z wykształcenia prawniczka, specjalizująca się w prawie cywilnym. Pracowała w prefekturze Górnego Renu, m.in. jako specjalna asystentka prefekta. Była radną miejscowości Colmar. Zaangażował się w działalność polityczną w ramach Lewicowej Partii Radykalnej. Od 1994 do 1999 sprawowała mandat eurodeputowanej IV kadencji. Pracowała w Komisji ds. Rolnictwa i Rozwoju Wsi.